# لایه پراکنش عمقی
لایه پراکنش عمقی
بعضی اوقات به لایه پراکنش صوتی ارجاع داده می‌شود، این نام به این لایه داده شد که حاوی حیوانات دریایی متنوعی بود. این لایه از طریق دستگاه ردیاب صوتی کشف شد؛ زیرا کشتی‌ها لایه ای را پیدا کردند که صوت را پخش می‌کند و بعضی اوقات با بستر دریا اشتباه گرفته می‌شد. به همین دلیل بعضی وقت‌ها به آن «کف کاذب» یا «کف خیالی» می‌گویند. بالا و پایین شدن‌های این لایه در هر روز مرگ مهاجرت عمودی قابل دیدن است.